# Woolf Barnato
Joel Woolf Barnato (27 de septiembre de 1895-27 de julio de 1948) fue un financiero y piloto automovilístico británico, uno de los "Bentley Boys" de la década de 1920. Logró tres victorias consecutivas en tres participaciones en la carrera de las 24 Horas de Le Mans.

## Primeros años
Hijo menor de Fanny Bees y Barney Barnato, que había hecho una fortuna como "randlord" (uno de los pioneros que controlaron la extracción de oro y diamantes de Sudáfrica). También era pariente de la familia Joel de empresarios.
Nacido en la Spencer House, en el número 27 de la Plaza de Saint James, tuvo una hermana (Leah Primrose, que murió en 1933) y un hermano (Isaac "Jack" Henry, que murió en 1918 de una neumonía bronquial). La familia dividió su tiempo entre Londres, Brighton, Colwyn Bay y Sudáfrica.
En 1897, cuando Woolf tenía dos años, su padre murió cerca de Madeira durante un viaje marítimo de Sudáfrica a Londres. El veredicto oficial fue el suicidio ('muerte por ahogamiento mientras estaba temporalmente enajenado'). Woolf, por lo tanto, heredó la fortuna de su padre en ese momento, pero con el dinero depositado en fideicomiso, solo heredó su primera dotación de 250.000 lubras en 1914, a los 19 años de edad. Además, Woolf se benefició de una herencia adicional después del asesinato en Johannesburgo de Woolf Barnato Joel en 1898.
Barnato fue educado en la Charterhouse School y en el Trinity College (Cambridge).

## Deportes
La actitud de Barnato hacia cada nuevo deporte que suscitaba su interés, fue sumergirse en el proceso de aprendizaje, practicar sin cesar y tomar lecciones solo de los mejores instructores que pudo encontrar. Su deseo de sobresalir en todo lo que intentó fue considerable.
Obtuvo numerosos premios (incluido el Trofeo Duque de York de 1925) en las carreras de motoras, usando su lancha rápida 'Ardenrun V' con motor Bentley, fue un buen boxeador aficiomado y un gran tirador. Crio caballos mientras estaba en su casa de Ardenrun, y cazó zorros en Surrey y Burstow. Era un buen nadador y también jugaba al tenis. Tomó clases de golf en el Coombe Hill Golf Club de Kingston, Surrey, con el profesional Archie Compston, amigo del rey Eduardo VIII.

## Carrera
Barnato sirvió como oficial en la Artillería Real del Ejército Británico durante la Primera Guerra Mundial. Destinado en Francia, Egipto y Palestina, alcanzó el rango de capitán en las últimas etapas de la guerra.
Habiendo reclamado una parte de las ganancias del negocio de 1897 a 1916, en 1917 rompió sus acuerdos comerciales con los Joel. Después de una larga disputa legal en Sudáfrica, Woolf pagó 900.000 libras más otras 50.000 por las costas. A continuación demandó a su familia por las 50.000 libras, así como por otras 23.883 libras desembolsadas.
Tras resolver el caso, Barnato jugó al cricket, figurando como wicket-keeper con el equipo del Surrey County Cricket Club desde 1928 hasta 1930.

## W. O. Bentley

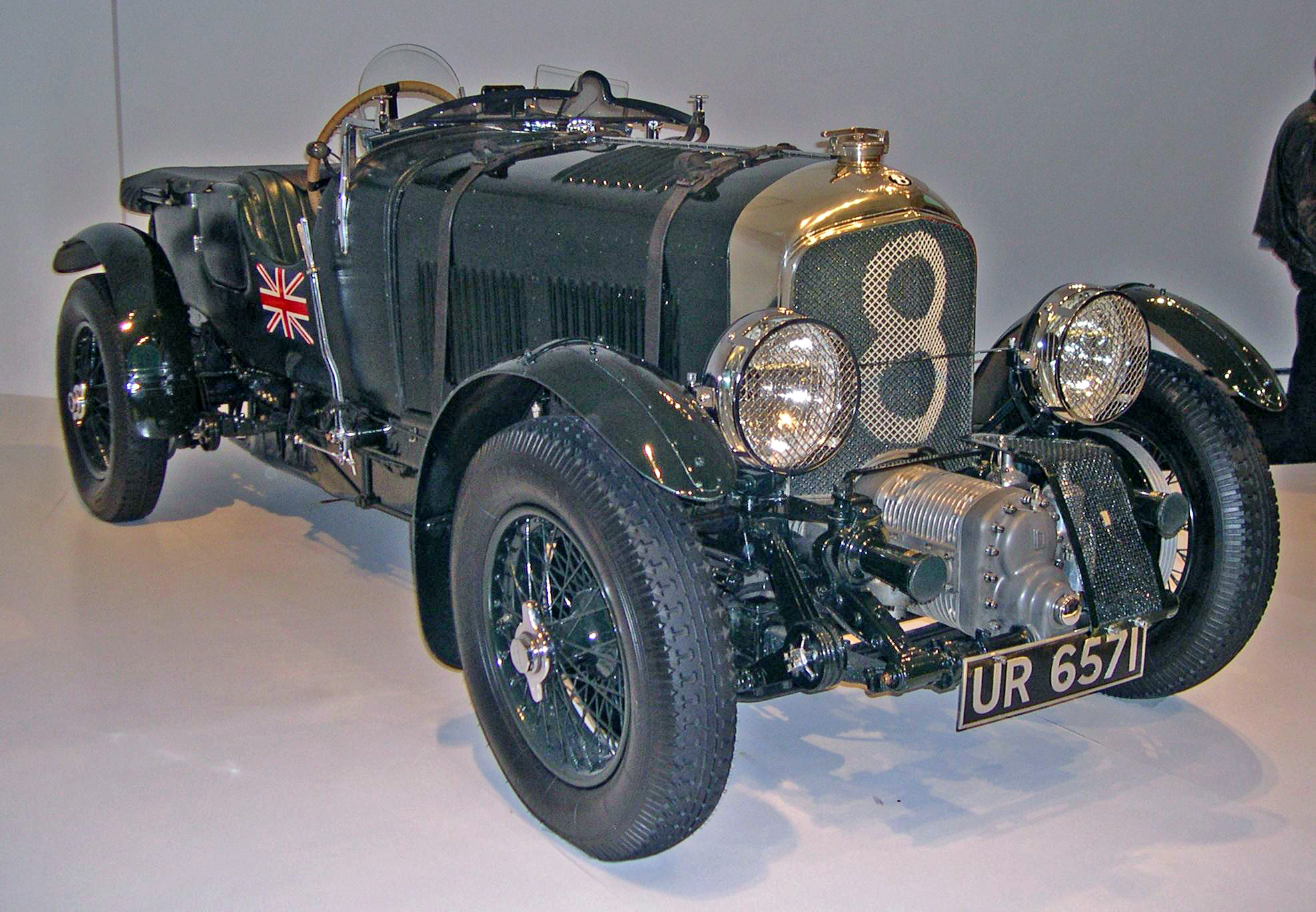
"Blower" Bentley (1929)

Barnato adquirió su primer Bentley (un 3 litros) en 1925, solo 12 meses antes de que también adquiriera la compañía. Con este coche ganó numerosas carreras en Brooklands. Era miembro de una sociedad de adinerados aficionados al mundo del motor británicos, conocidos como los "Bentley Boys", que servían de escaparate a los automóviles de Walter Owen Bentley. Muchos de ellos eran muy ricos, y a menudo contaban con experiencia en el ejército. Barnato era apodado "Babe", en una referencia irónica a su constitución física de peso pesado.
Inspirado por la victoria en Le Mans de 1924 obtenida por John Duff y Frank Clement, Barnato decidió financiar el negocio de Bentley. Fundó la sociedad Baromans Ltd en 1922, diseñada como su vehículo financiero y de inversión. A través de Baromans, Barnato inicialmente invirtió más de 100.000 libras, salvando a la compañía y a su fuerza laboral. Se acordó una liquidación posterior de la compañía Bentley original, con todos los acreedores existentes pagados por 75.000 libras, pero con las acciones existentes devaluadas de 1.00 libra cada una a tan solo 1 chelín, el 5 % de su valor original. Barnato tenía 149.500 de las nuevas acciones, lo que significaba que controlaba la compañía y se convirtió en presidente. Inyectó más efectivo en el negocio: otras 35.000 libras como obligaciones en julio de 1927; 40.000 en 1928; y 25.000 en 1929.
Con un aporte financiero renovado, W. O. Bentley pudo diseñar otra generación de automóviles, incluyendo el 6½ Litre de seis cilindros. Sin embargo, el modelo sobrealimentado de 4½ Litros (el famoso "Blower" Bentley), que Barnato impuso contra los deseos de Bentley, tuvo poca durabilidad y falló en la pista.
El crac de 1929 afectó en gran medida al negocio de Bentley, y la Gran Depresión redujo la demanda de los productos de lujo de la compañía. En julio de 1931, vencieron dos pagos hipotecarios de la empresa garantizados por Barnato y, aceptando lo inevitable, advirtió a los prestamistas de que "no podía pagar estas deudas". El 10 de julio, a solicitud del acreedor hipotecario, el tribunal designó un administrador judicial para Bentley Motors Limited. Después de un período en el que parecía que Napier iba a adquirir el negocio, la empresa pasó a manos de Rolls-Royce en noviembre de 1931 por una suma de 125.000 libras después de una subasta de oferta sellada.
Barnato recibió alrededor de 42.000 libras a cambio de sus acciones en el negocio, habiendo comprado una participación considerable en Rolls-Royce poco antes de que Bentley Motors fuera liquidada. En 1934 estaba de nuevo en el consejo de Bentley Motors (1931) Ltd.

## Carreras de coches

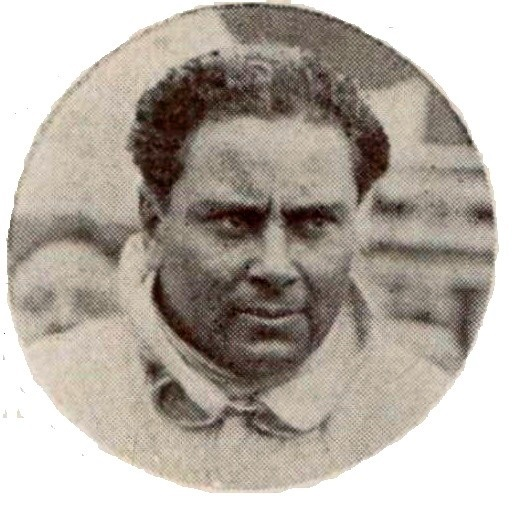
Barnato en las 24 horas de Le Mans de 1928

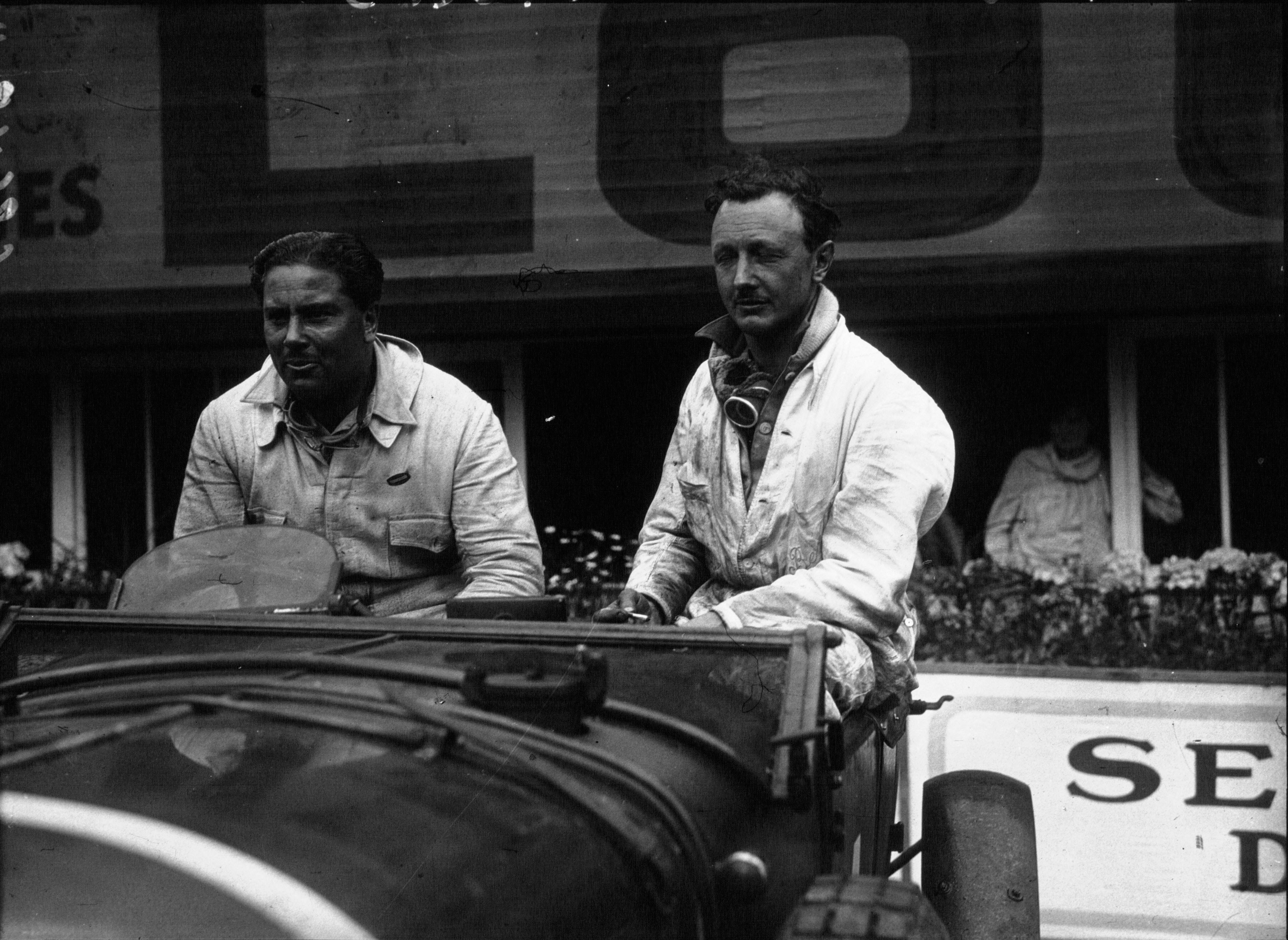
Barnato con Birkin en las 24 Horas de Le Mans de 1929

Barnato participó por primera vez en las carreras de coches en 1921, cuando después de importar un Locomobile de ocho litros desde los Estados Unidos, se inscribió para competir en la reunión de Pascua de Brooklands. Obtuvo un tercer puesto en el Long Handicap de 100 millas, y cambió a un coche Calthorpe para competir en la siguiente reunión de Whitsun. Para la temporada 1922, compró en 1921 un chasis Talbot directamente de su propietario, el piloto Malcolm Campbell, y en 1923 un Wolseley Racing Moth a Sir Alastair Miller.
Al comienzo de la temporada de 1924, Barnato obtuvo un chasis Hispano-Suiza H6C de ocho litros, y le encargó a Jarvis de Wimbledon que construyera una carrocería de carreras adecuada. Con este coche, Barnato estableció un récord en la categoría de ocho litros.
A fines de 1924 obtuvo un prototipo de chasis Bentley 3 Litros, al que Jarvis posteriormente montó una carrocería con una quilla posterior por 400 libras. Con este automóvil ganó varias de las principales carreras de Brooklands. Formando pareja con John Duff, estableció un nuevo récord de 24 horas promediando 95,03 mph (152,9 kilómetros por hora) en el autódromo de Linas-Montlhéry. Barnato más tarde ganó la carrera de las Seis Horas de Brooklands y la carrera de las Doce en 1930. Fue considerado por WO Bentley como El mejor piloto que hemos tenido; lo considero el mejor piloto británico de su época, que nunca cometió un error y siempre obedeció órdenes.

### Le Mans
Como piloto, Barnato ganó la carrera de las 24 Horas de Le Mans en tres ocasiones consecutivas:
- 1928: con Bernard Rubin en un Bentley 4½ Litros
- 1929: con Sir Henry "Tim" Birkin en un Bentley Speed Six ("Old Number One")
- 1930: con Glen Kidston en un Bentley Speed Six ("Old Number One")

Como estos fueron los únicos años en los que disputó a la carrera, Barnato es el único piloto de Le Mans con una proporción perfecta entre victorias y participaciones. Bentley, bajo su presidencia, también ganó la carrera en 1927, con Dr. J. Dudley "Benjy" Benjafield y S. C. H. "Sammy" Davis en un Bentley 3 Litros.

### Las carreras del Tren Azul
En marzo de 1930 en el Hotel Carlton de Cannes, en la época de las carreras del Tren Azul, Woolf Barnato aumentó la apuesta que en su momento realizó el fabricante Rover con su automóvil Light Six, que había vencido al Tren Azul por primera vez. Barnato afirmó que no solo podía vencer al Tren Azul de Cannes a Calais, sino que podía llegar a Londres en su Bentley Speed Six de 6½ litros antes de que el tren llegara a Calais, apostando 100 libras.
Salió del bar del hotel Carlton justo antes de las 6 de la tarde del 13 de marzo, acompañado por su amigo Dale Bourne como copiloto no oficial. Se detuvieron a por combustible en Aix-en-Provence, Lyon, Auxerre y París. Llegó a los muelles en Boulogne-sur-Mer a las 10:30 de la mañana del 14 de marzo, a tiempo para el barco de las 11:30 que atracaba en Folkestone. Barnato llegó al club de Dale Bourne de Londres alrededor de las 3:30 de la tarde, cubriendo las 830 millas (1336 km) en 22 horas y media, a una velocidad promedio de 43,43 mph (69,9 kilómetros por hora).
El 21 de mayo de 1930, Barnato recibió un Bentley "Sportsman Coupé" carrozado por Gurney Nutting. Este segundo coche fue denominado por el propio Barnato Blue Train Bentley, en conmemoración de su victoria contra el Tren Azul, por lo que es frecuentemente confundido con el automóvil que disputó la carrera realmente (un Bentley sedán aerodinámico carrozado por H. J. Mulliner). Una conocida pintura de Terence Cuneo ha contribuido a aumentar la confusión, puesto que representa erróneamente al segundo automóvil, el carrozado por Gurney Nutting, disputando la prueba contra el tren. Ambos vehículos todavía existen.

## Vida posterior
Durante la Segunda Guerra Mundial, de 1940 a 1945, Barnato fue comandante de ala con la RAF, responsable de la protección de las fábricas de aviones contra los bombardeos de la Luftwaffe. Continuó con varias operaciones comerciales de bajo perfil desde su oficina en Park Lane.

## Vida personal
Barnato se casó tres veces:
- Dorothy Maitland Falk: 1915–1933; la pareja tuvo dos hijas, Virginia y Diana
- Jacqueline Claridge: 1933–1947, hija de un rico propietario de una funeraria estadounidense; la pareja tuvo dos hijos, Michael Jay y Peter Woolf (1934–1959; murió de cáncer en San Francisco)
- Joan Jenkinson:[11] desde diciembre de 1947 hasta la muerte de Barnato.

La hija de Barnato, Diana Barnato Walker, aprendió a volar en el Brooklands Flying Club en 1938 a la edad de 20 años. Luego pasó a pilotar aviones Spitfire, Hurricane y Wellington con el Air Transport Auxiliary durante la Segunda Guerra Mundial.

### Residencias
Barnato vivió la mayor parte del tiempo en Londres, en su casa del 39 de Elsworthy Road, (Hampstead) mientras estuvo casado con Dorothy Maitland y, después de su divorcio, en su apartamento en el 50 de Grosvenor Square en Mayfair, en la esquina sureste de la plaza. Otros Bentley Boys también tenían pisos en la misma manzana y, tal era el número de autos Bentley estacionados allí, que la ubicación era conocida por los taxistas como Bentley's Corner.
También era propietario de Ardenrun Place, una casa de campo situada cerca de Lingfield (Surrey). Originalmente construida en 1906–1909 por Ernest Newton para la familia Konig, la casa fue el escenario de muchas fiestas lujosas ligadas al mundo de las carreras de coches, pero fue destruida por un incendio el 14 de marzo de 1933. También era propietario de la cercana granja Nuthill en Redhill, que era utilizada por su exesposa Dorothy y sus hijas Diana y Virginia los fines de semana.
Después de la pérdida de Ardenrun, en 1938 construyó una gran casa denominada Ridgemead en Englefield Green, Surrey, con un coste de más de 100.000 libras. Diseñada por Robert Lutyens, hijo de Sir Edwin Lutyens, Ridgemead incorporó innovaciones tales como calefacción central y una sala de cine. Contaba con 25 habitaciones, una piscina climatizada y un terreno de 25 acres (10 ha) con vistas al río Támesis en Runnymede. Tras la muerte de Barnato en 1948, su esposa Joan vendió la casa por 25.000 libras y se convirtió en un asilo de ancianos.
Durante su último matrimonio, compró una parcela de ocho acres (3,2 ha) llamado Perot's Island, en las Bermudas, "como una inversión para después de mi muerte".

## Muerte
Barnato murió en la Clínica de Londres, Devonshire Place, el 27 de julio de 1948, con tan solo 53 años de edad, como resultado de una trombosis después de una operación para extirparle un cáncer en Nueva York.
Su cortejo fúnebre fue abierto por su Bentley "Old Number One", que estaba cubierto de flores y coronas. Lo enterraron en la iglesia de San Judas en Englefield Green, Surrey (tumba 286, parcela 25), junto a su yerno Derek Walker (quien se casó con su hija Diana en 1944 y murió en un accidente aéreo en 1945). Las estimaciones sobre su riqueza en el momento de su muerte estaban entre 1,5 y 5 millones de libras.

## Reconocimientos
- El Sports Car Club of America (SCCA) nombró su premio más importante en honor de Barnato; el primer Premio Woolf Barnato se presentó en 1948 y se otorga anualmente desde entonces (incluido el período en el que recibió el nuevo nombre de Premio Carl Haas, 1994-2001). Los  candidatos al premio[13] son nominados por los últimos tres ganadores y aprobados por la junta directiva de la SCCA.[14]